# Clytra rotundata
Clytra rotundata (лат.) — вид листоедов (Chrysomelidae) из подсемейства клитрины (Clytrinae). Встречается на Кипре, в Турции и Израиле.

## Описание
Тело цилиндрическое. Длина тела около 10 мм. Голова, переднеспинка и ноги чёрного цвета, надкрылья жёлтые или жёлто-рыжие, каждое с 2 чёрными пятнами. Жуки встречаются на деревьях и кустарниках.
Личинки живут в чехликах, которые изготавливают из собственных экскрементов и частиц окружающего субстрата. Как и у всех других представителей рода, личинки этого вида являются мирмекофилами — встречаются в муравейниках, в которые они попадают различными путями. Обычно муравьи затаскивают в свои гнезда яйца, весьма похожие на семена, а иногда и самих личинок. Личинки питаются детритом, но также могут поедать яйца, личинок и куколок муравьёв.